# Território neerlandês ultramarino

Localização dos territórios neerlandeses do Caribe.
Aruba
Curaçau
São Martinho
Países Baixos Caribenhos (de oeste para leste):
Bonaire
Saba
Santo Eustáquio

Os seis territórios neerlandeses ultramarinos (em  neerlandês:Nederlandse Overzeese Rijksdelen) constituem o Reino dos Países Baixos além dos Países Baixos (Holanda) europeus. Todos estão localizados nas Antilhas (Caribe). Desde a dissolução das Antilhas Neerlandesas em 10 de outubro de 2010, Bonaire, Santo Eustáquio e Saba (os "Países Baixos Caribenhos") têm status de entidades públicas (openbare lichamen) dentro do país constituinte dos Países Baixos (que constituem com os Países Baixos europeus), enquanto Aruba, Curaçau, São Martinho têm, por sua vez, o status de territórios autônomos (Aruba desde 1986, e os outros dois desde 2010).